# Cascade du Heidenbad
La cascade du Heidenbad est une chute d'eau du massif des Vosges située sur la commune de Wildenstein.